# 압록강 전투
압록강 전투(일본어: 鴨緑江作戦)는 1894년 10월 24일 청일 전쟁 중기 조선과 만주 유역의 압록강 지역에서 청군과 일본군이 벌인 전투로 비슷한 시기 황해와 접하는 압록강 하류에서 황해 해전이 벌어져 혼동하기도 하며 줄리엔창 다리(구련성교)에서 전투가 벌어져 줄리엔창 전투 또는 구련성 전투(중국어 간체자: 九连城之战)라고 불리기도 한다.

## 전투 과정
1894년 9월 17일 야마가타 아리토모가 지휘하는 일본군 1만 명은 황해 해전에서 청군의 북양함대를 격파하고 압록강 유역에 상륙해 남만주로 건너간다.
조선의 국경 지대인 의주의 맞은편에서는 청군이 약 16km에 걸친 방어선과 100개의 보루를 설치한 후 북양 군벌까지 합해 총병력 2만 3000명으로 대응했다.
그러나 10월 24일 밤 일본군은 압록강에 배다리를 설치하고 손쉽게 강을 건너 10월 25일 3시간에 걸친 전투 끝에 청군을 완전히 물리쳤다.

## 결과 및 영향
이후 일본군은 단둥에 무혈 입성하고 그곳에서 일본 육군 제1군은 2개 진로로 나뉘었다. 가쓰라 다로 중위가 이끄는 군대는 11월 ~ 12월 여러 소규모 전투를 치르고 전략적 요충지인 여순항에 접근하고 오쿠 야스카타 중위가 이끄는 군대는 만주의 중심지 봉천으로 진군하기로 했다.

## 참고 문헌
- Chamberlin, William Henry. Japan Over Asia, 1937, Little, Brown, and Company, Boston, 395 pp.
- Kodansha Japan An Illustrated Encyclopedia, 1993, Kodansha Press, Tokyo ISBN 4-06-205938-X
- Lone, Stewart. Japan's First Modern War: Army and Society in the Conflict with China, 1894-1895, 1994, St. Martin's Press, New York, 222 pp.
- Paine, S.C.M. The Sino-Japanese War of 1894-1895: Perception, Power, and Primacy, 2003, Cambridge University Press, Cambridge, MA, 412 pp.
- Warner, Dennis and Peggy. The Tide At Sunrise, 1974, Charterhouse, New York, 659 pp